# Людвіг Гоффманн
Лю́двіг Го́ффманн (нім. Ludwig Hoffmann; 30 липня 1852, Дармштадт, Гессен — 11 листопада 1932, Берлін; повне ім'я Ludwig Ernst Emil Hoffmann) — німецький архітектор і містобудівник, один із найвідоміших архітекторів Берліна.

## Життєпис

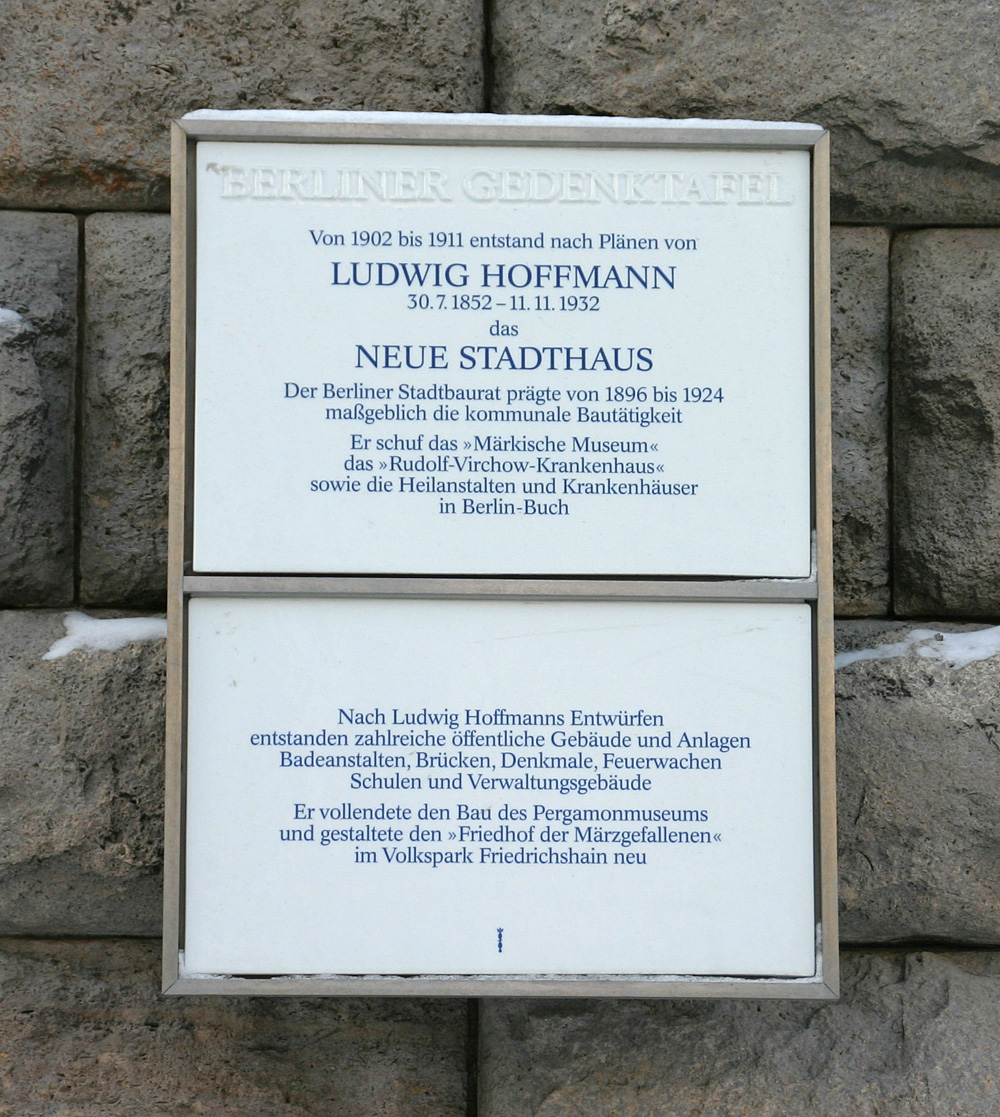
Меморіальна дошка на будівлі старої ратуші в Берліні, Клостерштрассе

Народився 30 липня 1852 року в Дармштадт, Гессен. Освіту отримав в Академії мистецтв міста Кассель землі Гессен і в Берлінській академії архітектури (нім. Bauakademie). З 1879 року Гоффманн працював в Берліні як урядовий виконроб під керівництвом Франца Швехтена. Архітектурна кар'єра Людвіга Гоффманна почалася в 1880-ті роки, коли він виграв конкурс на проект будівлі Верховного суду в Лейпцизі, разом з Петером Дюбвадом.
У 1896 році Гоффманн став радником з містобудування Берліна і протягом 28 років впливав на громадську архітектуру німецької столиці. Під його керівництвом було споруджено 111 об'єктів, що включають загалом понад 300 окремих будівель.
Всесвітньо відомий Пергамський музей в центрі Берліні був побудований у 1910-1930 роках за спільним проектом Альфреда Месселя і Людвіга Гоффманна.
Гоффманн мав істотний вплив на містобудування Берліна, оскільки був членом журі багатьох архітектурних конкурсів.

## Визнання та критика

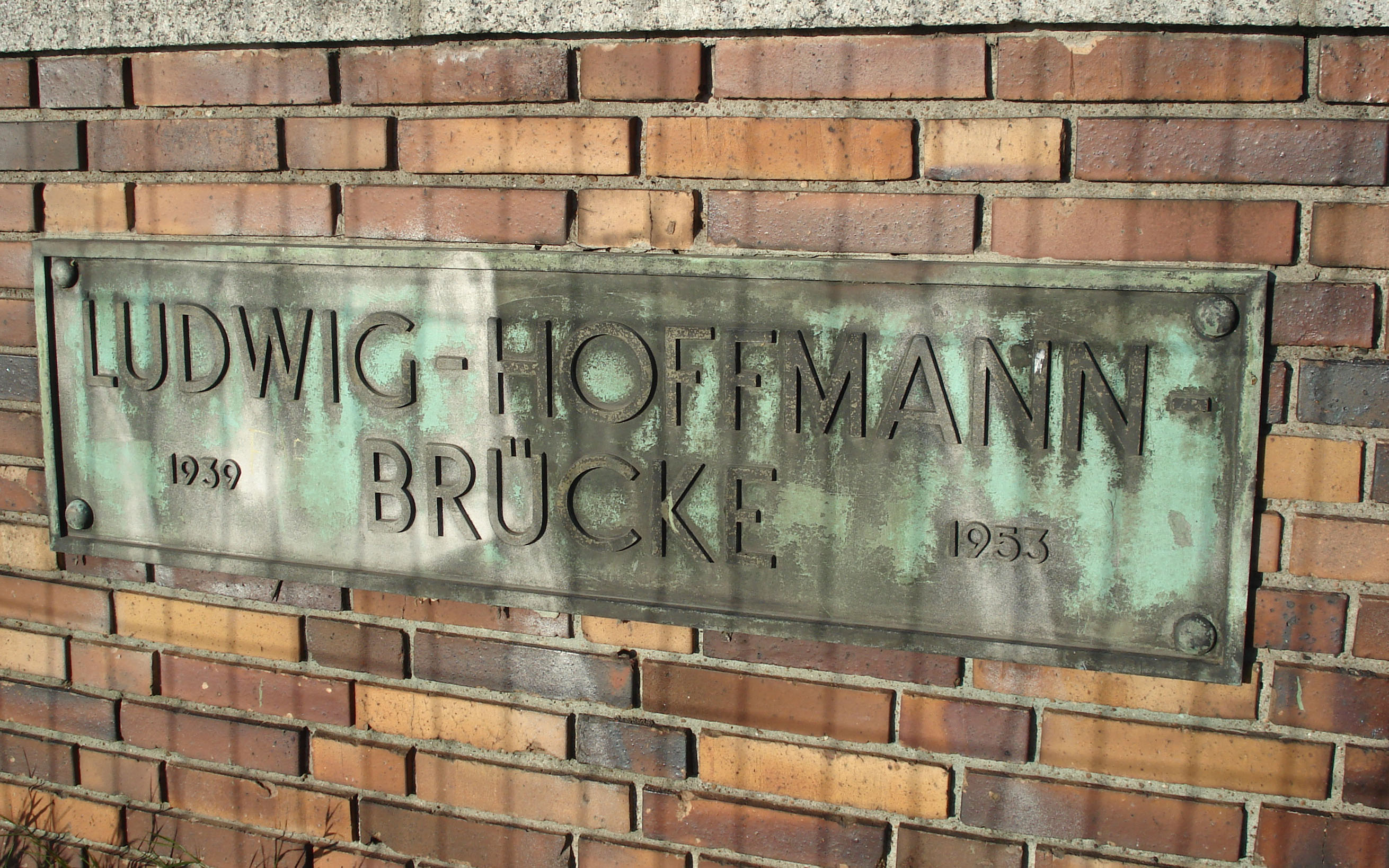
Міст ім. Людвіга Гоффманна, Моабіт / Берлін. Фото 2008 року

У 1906 році Людвіг Гоффманн отримав титул таємного радника з питань будівництва (нім. Geheimer Baurat), а також звання почесного доктора Honoris causa в Дармштадтського технічного університету. У тому ж році він став дійсним членом Прусської Академії мистецтв. У 1917 році у Віденському технічному університеті Гофман отримав ще одну почесну ступінь доктора.
Коли в 1924 році Гоффманн пішов у відставку, йому надали звання почесного громадянина Берліна. Ім'ям Людвіга Гоффманна в столиці Німеччини названо кілька будівель - побудована ним початкова школа в Фрідріхсхайні , лікарня в Бухі, міст в Моабіті. Ім'я архітектора носить одна із вулиць в Лейпцизі.
У берлінському районі Мітте добре видно з різних точок зору стару ратушу на Клостерштрассі, побудована за проектом Гофмана в 1900-1911 роках. Після реставрації в ній розміщені різні підрозділи міського Сенату. На фасаді будівлі встановлена меморіальна дошка на честь Людвіга Гоффманна, яка пояснює його заслуги в створенні архітектурного вигляду Берліна.

Стара ратуша (1900—1911) в міському середовщі
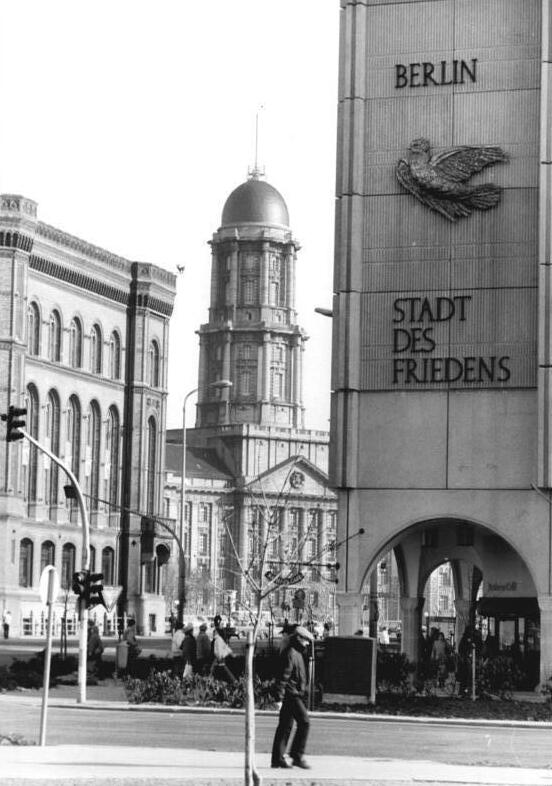
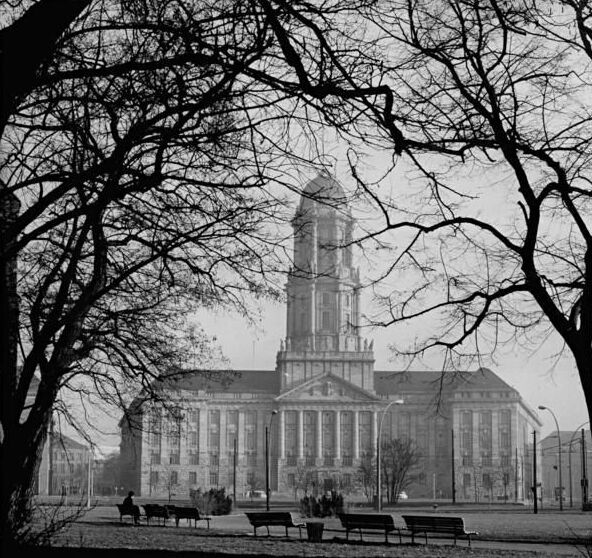
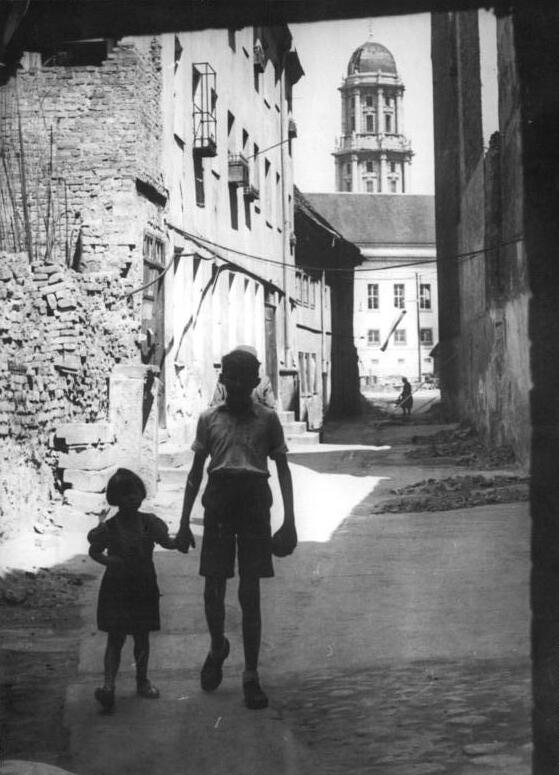

Бранденбурзький музей (1901—1907)
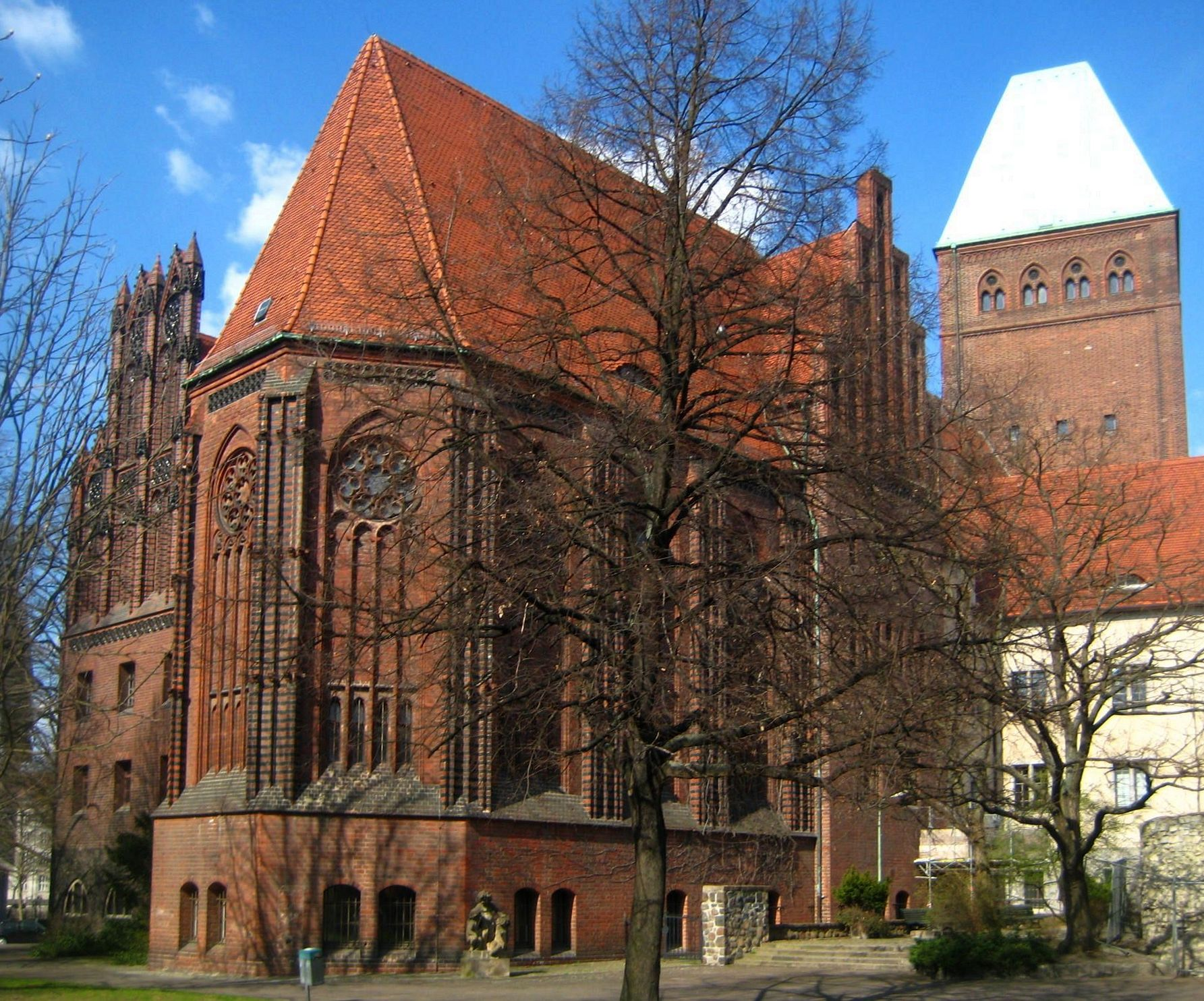
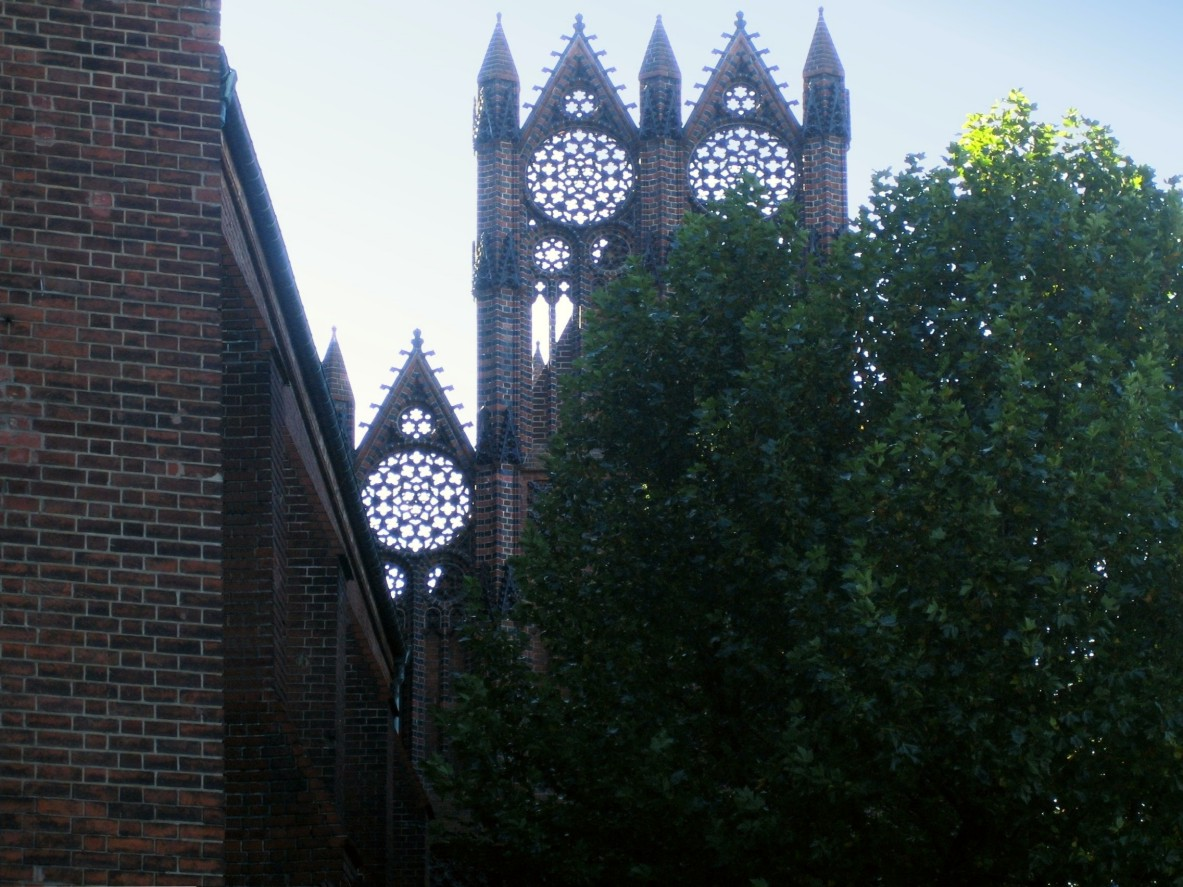
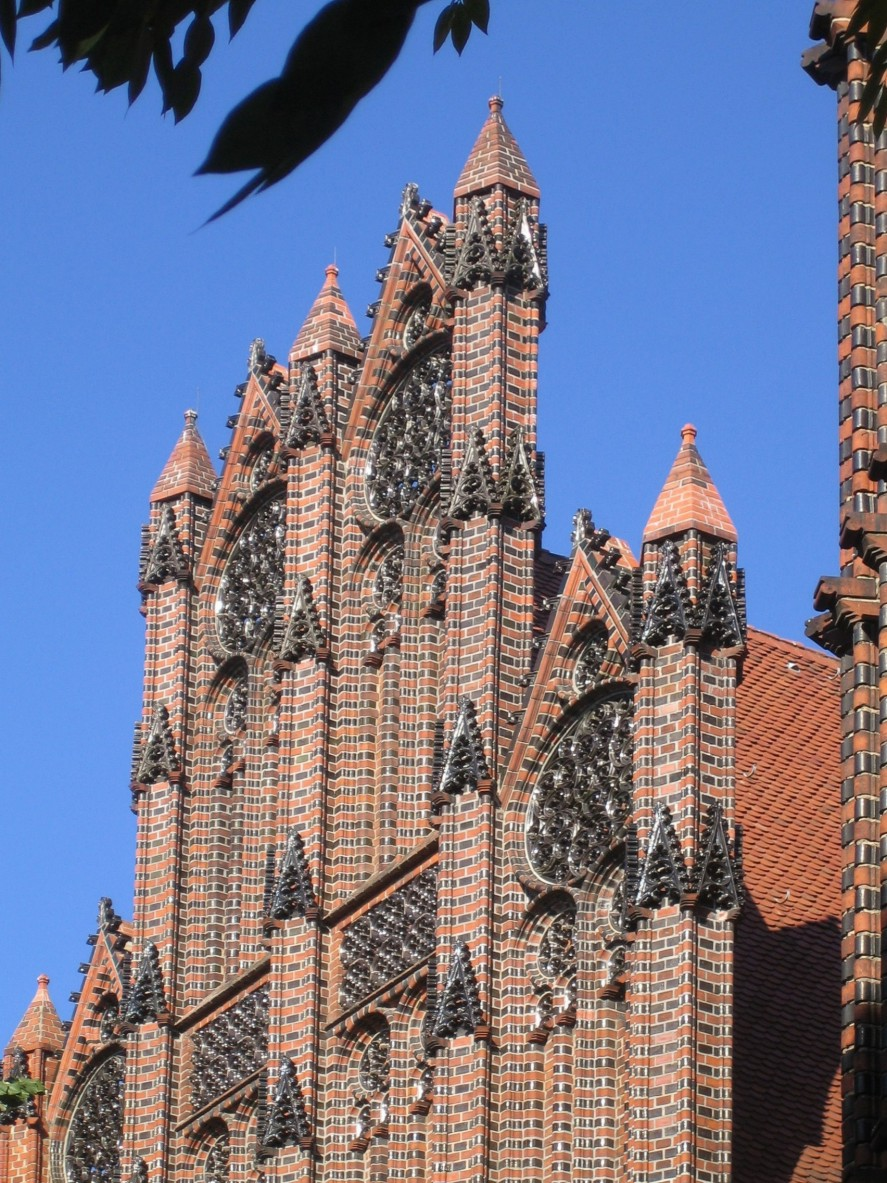

Різні громадські заклади (1887—1913)
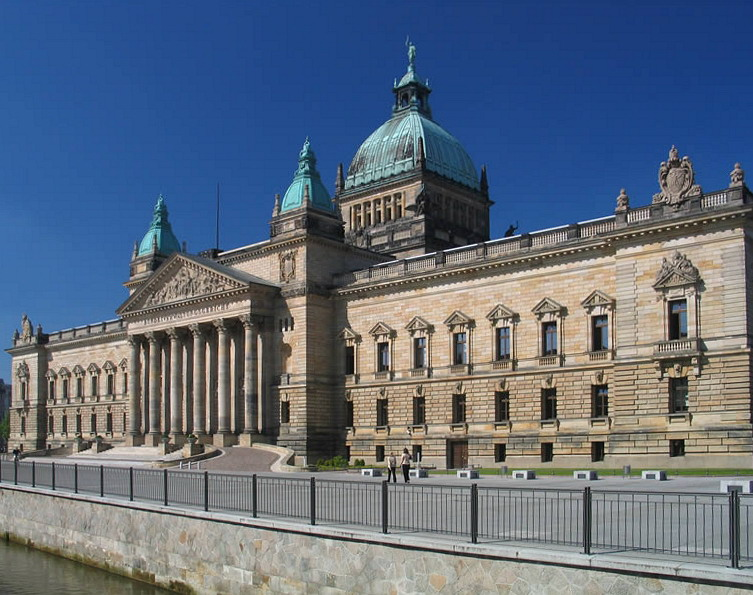
Будівля Верховного суду в Лейпцизі
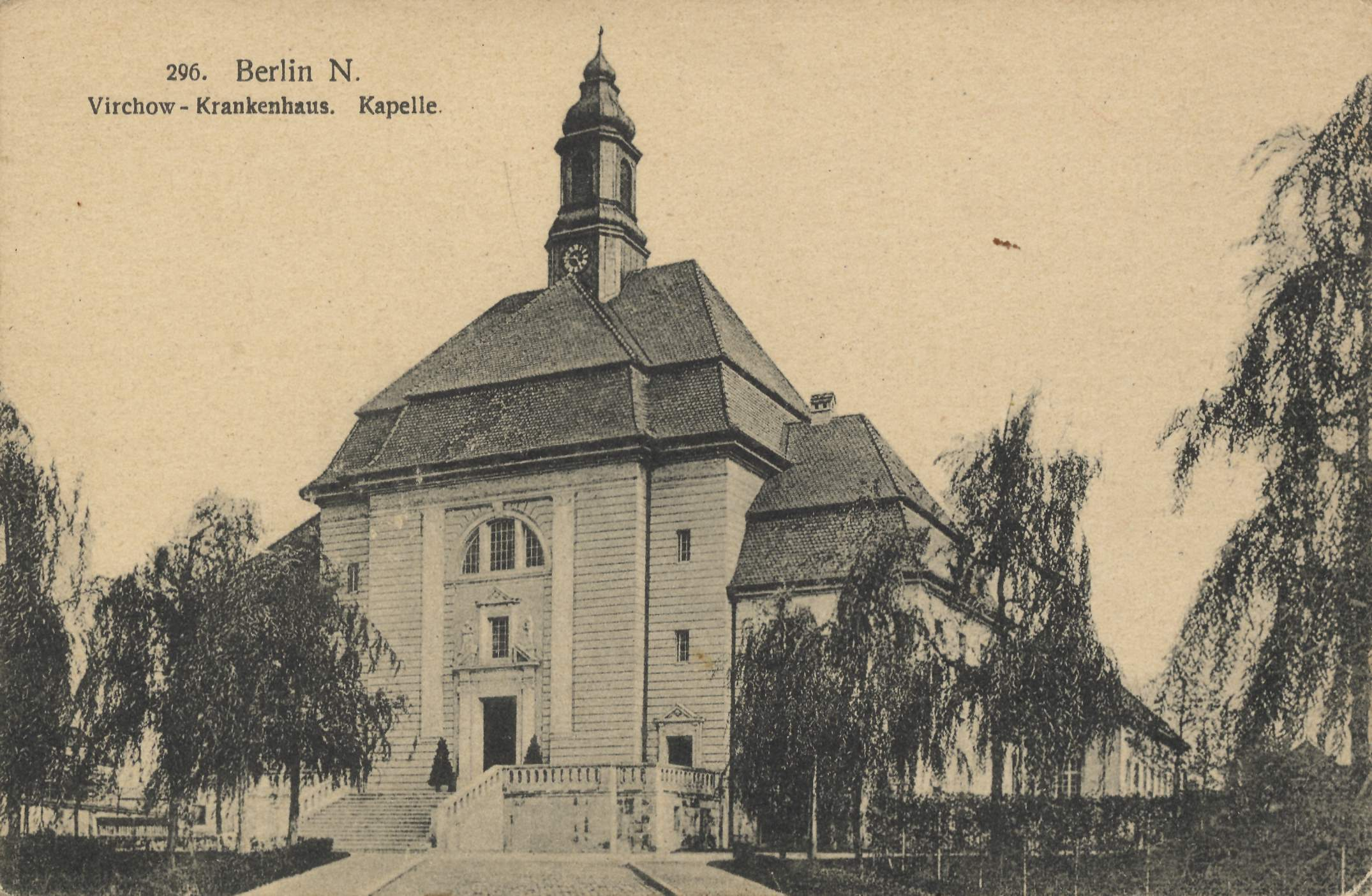
Клініка в берлінському окрузі Мітте
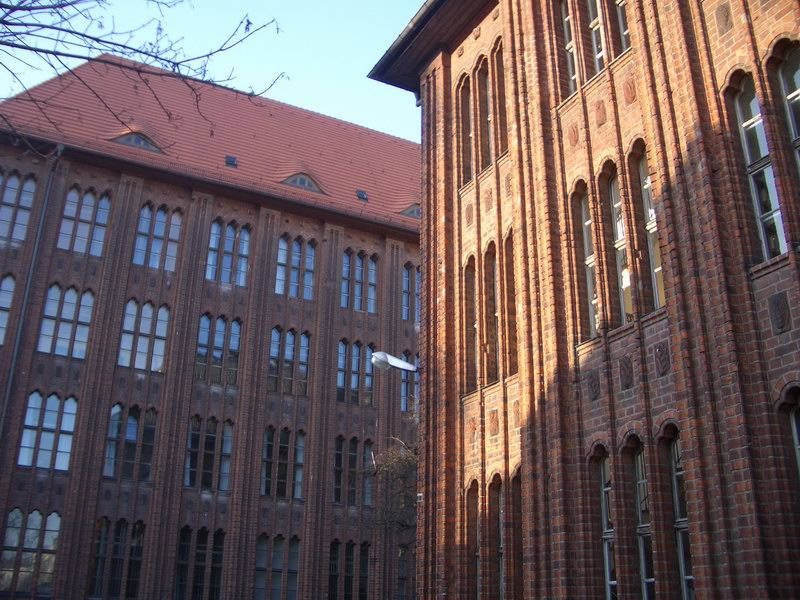
Гімназія в Берліні, район Пренцлауер-Берґ

Міські лазні з басейном в Берліні (1897—1902)
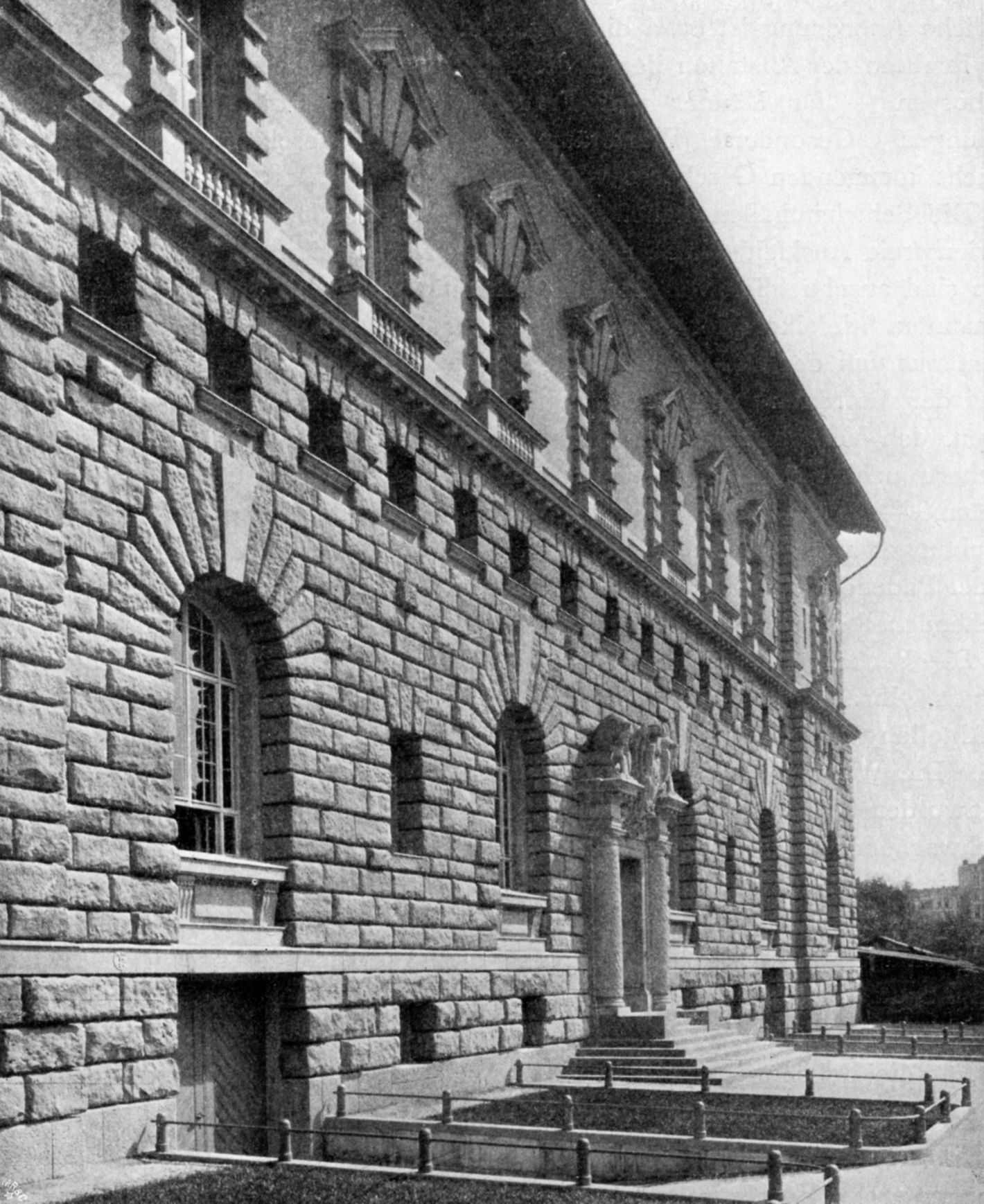
У Кройцберзі
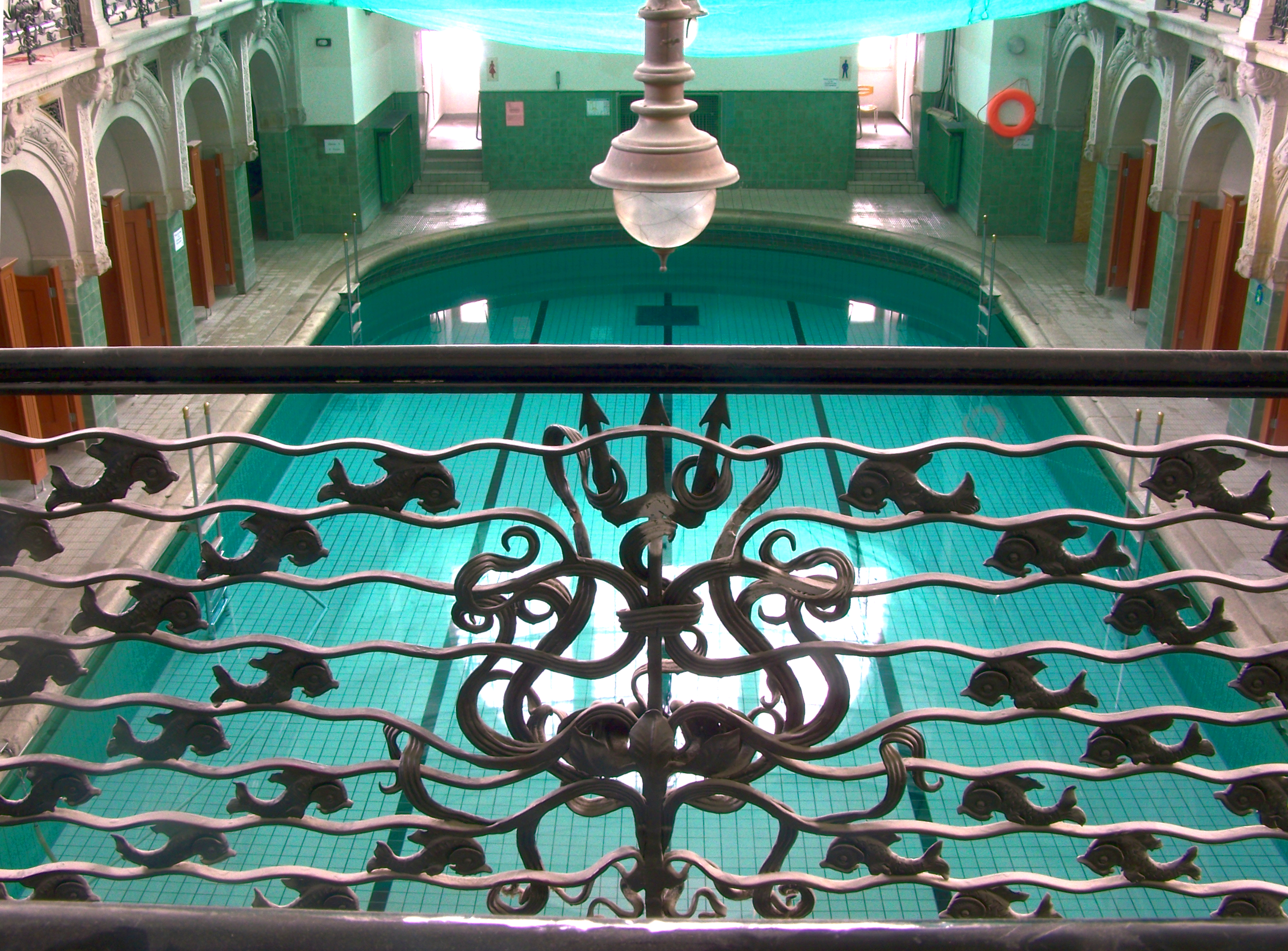
У Кройцберзі
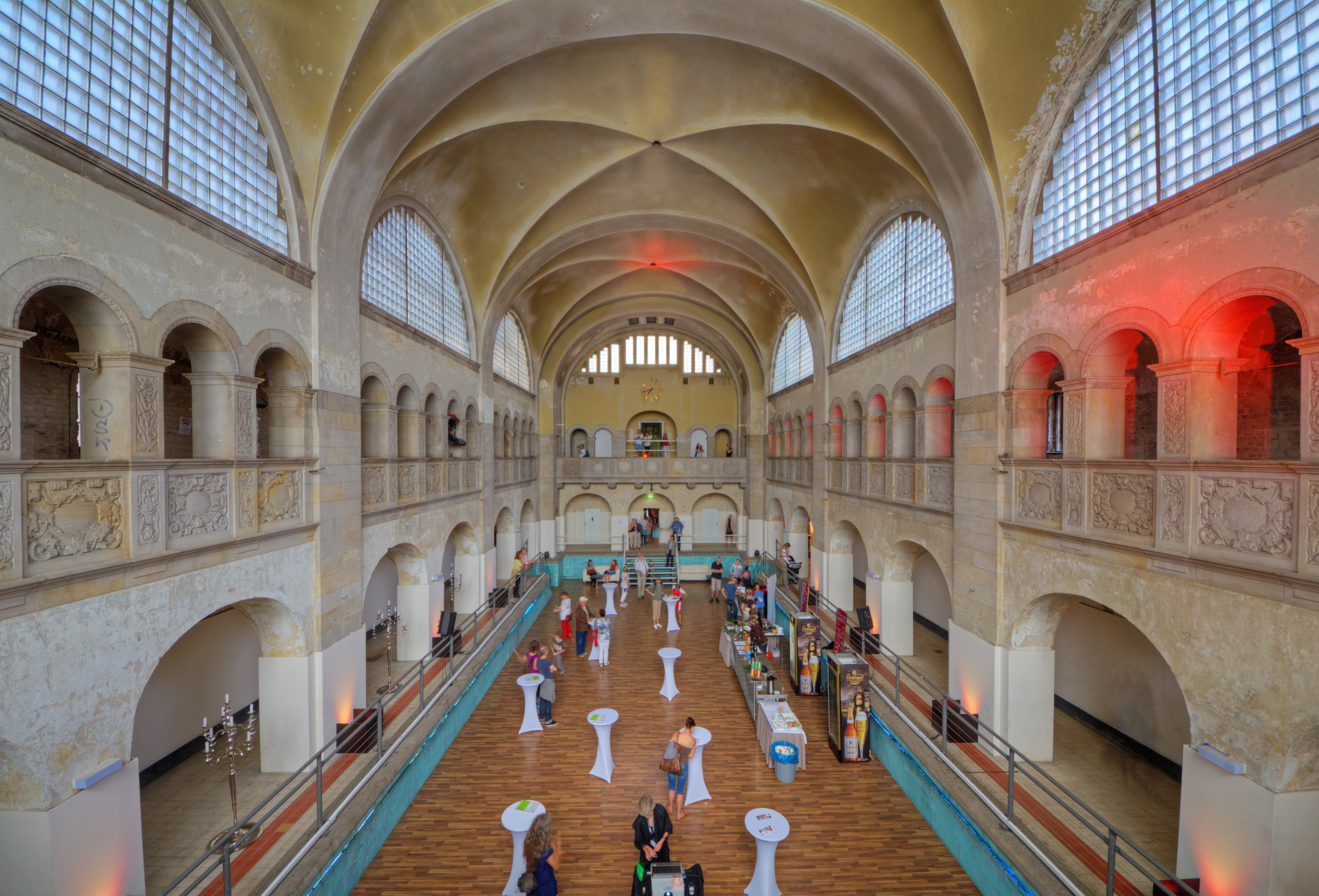
У Пренцлауер-Берґ

Незважаючи на почесті, творіння Гоффманна часто піддавалися критиці, як і вся архітектура «історизму», яка намагалася відтворювати стилі різних епох.

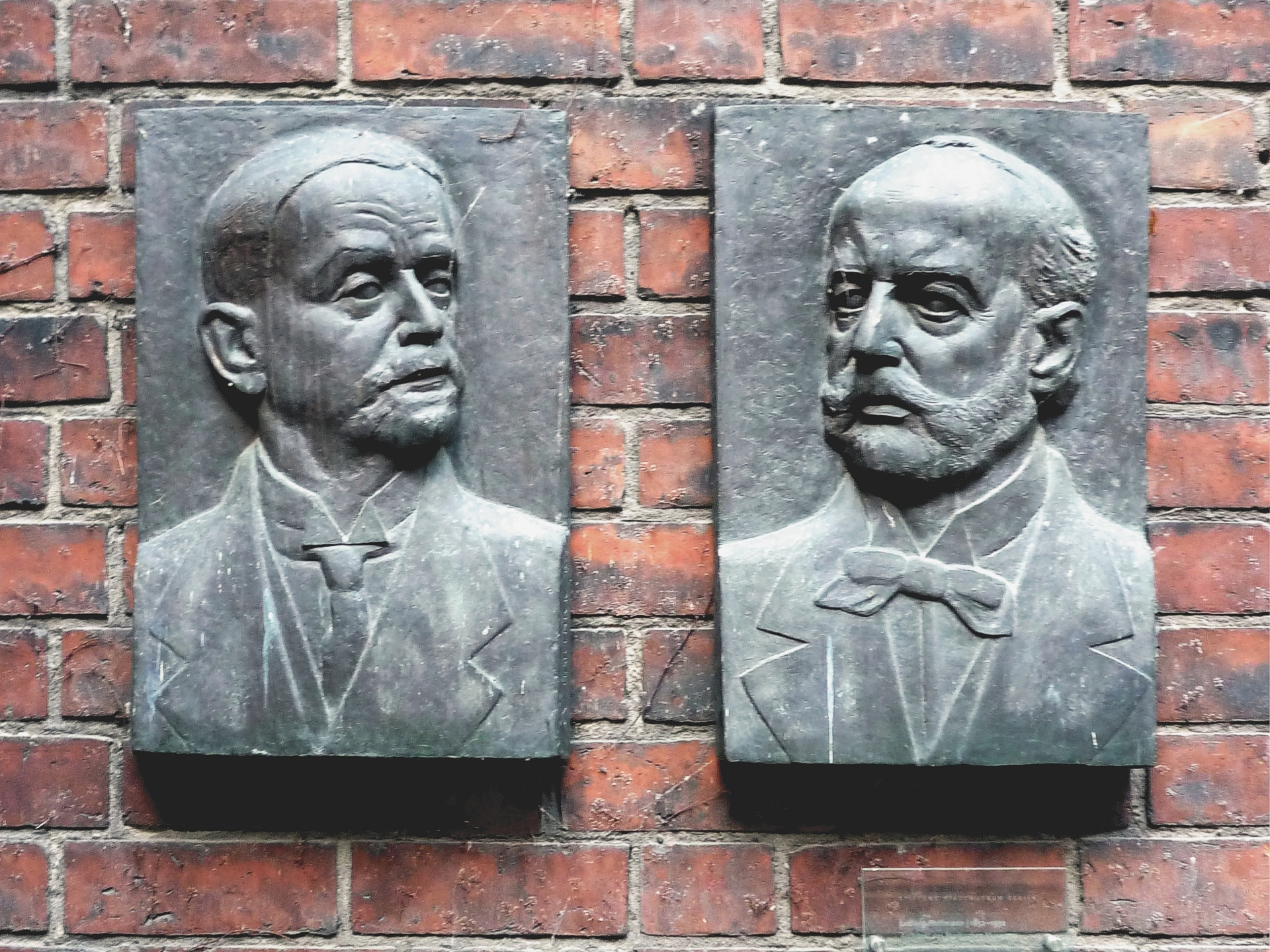
Зліва портрет Л. Гоффманна на подвір'ї Бранденбурзького музею

Однак пізніше особлива цінність будівель Гоффманна для міської архітектури Берліна та Лейпцигу була повністю визнана.

У 1956 році німецький архітектор-модерніст Міс ван дер Рое сказав: 
|  | Так, так, Гоффманн, ми всі були неправі! |

На прикладі архітектурного рішення Бранденбурзького музею, в якому Гоффманн широко використовував звернення до стилістичних особливостей північно-німецької готики і ренесансу, можливо прояснити його розуміння «історизму».
Грубо оброблені стіни і низькі стелі на першому поверсі музею сприяють створенню відповідної атмосфери для сприйняття експонатів у відділі кам'яної доби. Для експозиції епохи середньовіччя Гоффманн продумав інтер'єр каплиці зі склепіннями, створеними за середньовічними зразками і т. ін.
У своїх мемуарах Людвіг Гоффманн описує тривалу історію роботи над проектом фонтану казок для народного парку Фрідріхсхайн.
|                                         |                            |
| Проект фонтана казок. Близько 1905 року | Поштова листівка 1913 року |

За проектами Людвіга Гоффманна в Берліні було споруджено безліч громадських споруд і будівель різного призначення. Це мости, фонтани, музеї, ліцеї, гімназії, школи та дитячі садки, дитячі притулки, лікарняні комплекси та кладовища, пункти пожежної охорони, приватні вілли і багатоквартирні будинки. Багато побудовані Гоффманном будівлі в наші дні після модернізації займають різні установи та фірми, наприклад: Європейська школа менеджменту, Посольство України в Німеччині, компанія GASAG, Народний університет.

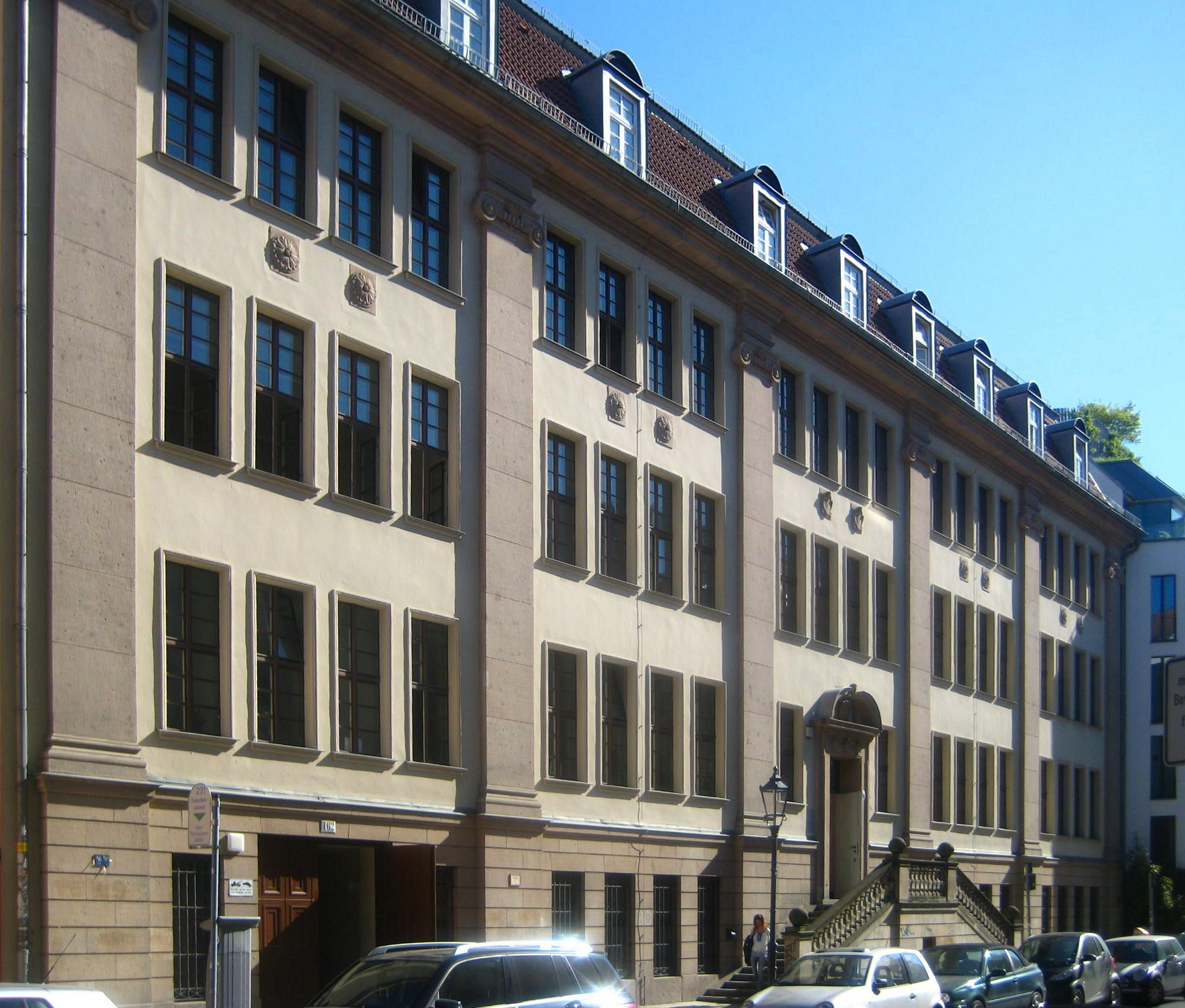
Народний університет в окрузі Мітте
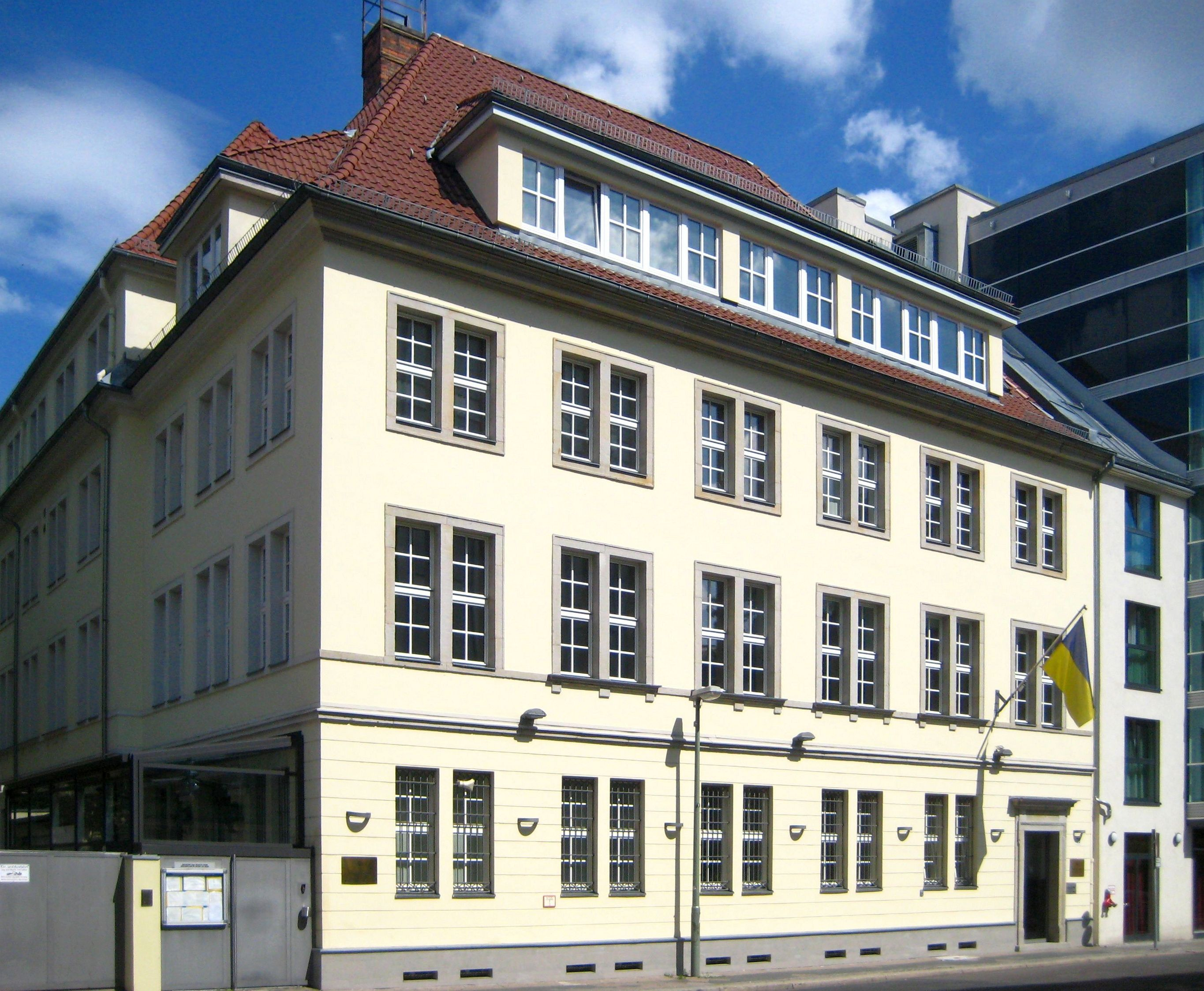
Посольство України в окрузі Мітте

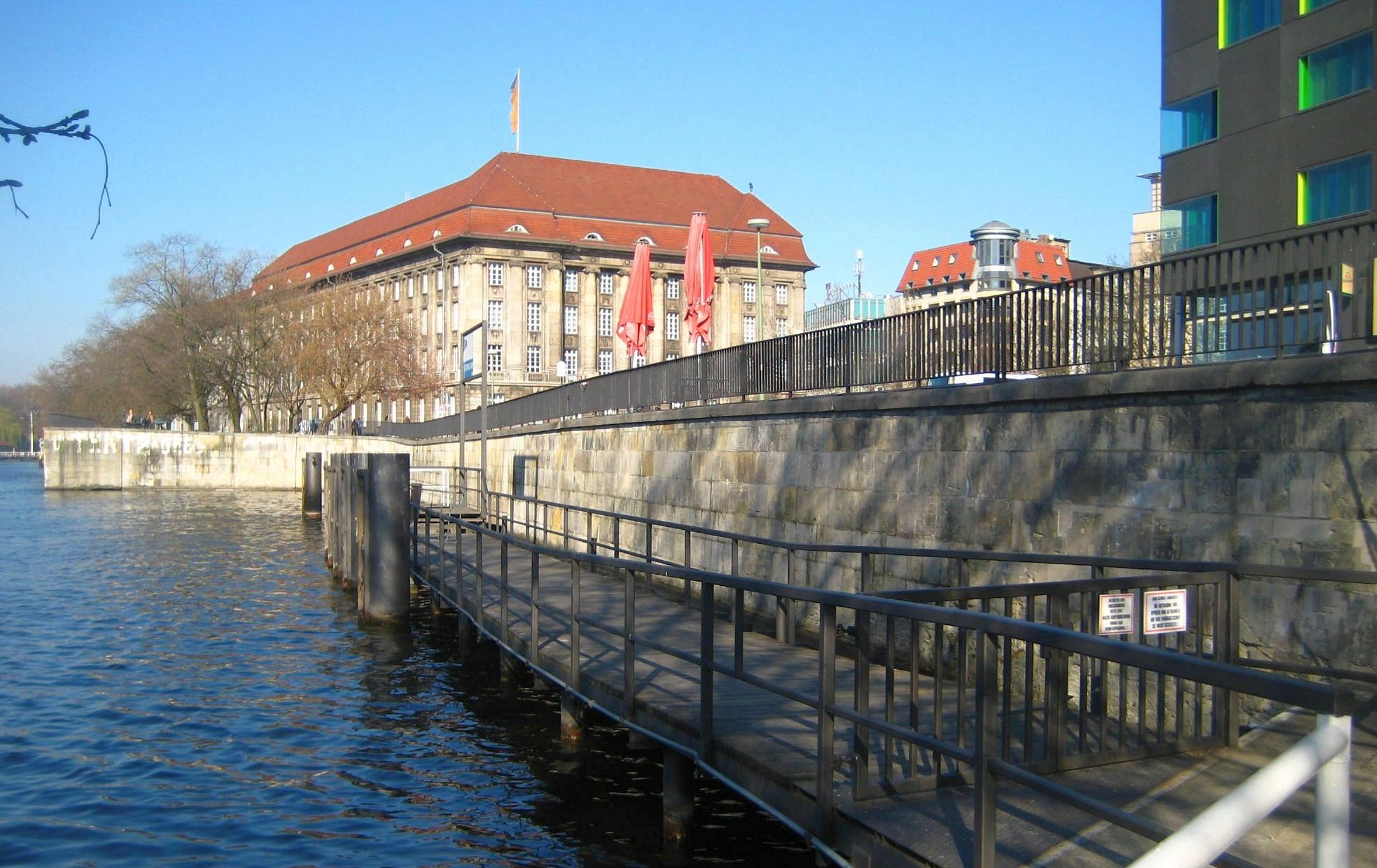
Адміністративна будівля GASAG в Мітте
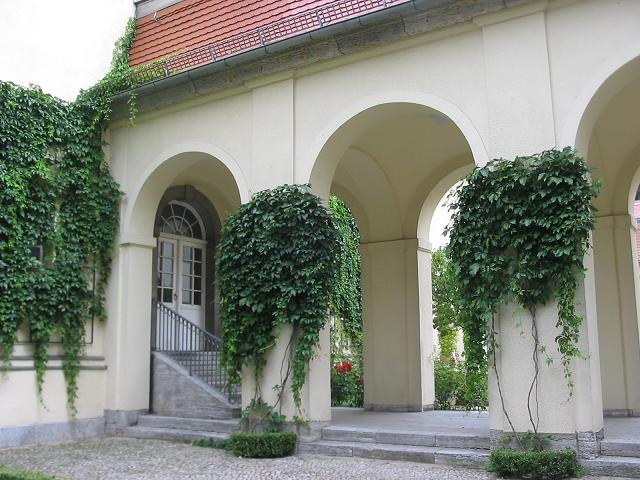
Європейська школа в Шарлоттенбурзі

Деякі проекти Гоффманна залишилися нездійсненими через те, що почалася Перша світова війна. Наприклад, збереглися його ескізи і малюнки Оперного будинку (нім. Opernhaus), який так і не був побудований.
|               |               |               |
| Парадні сходи | Фасад будівлі | Галерея в фоє |

На жаль, під час Другої світової війни багато будинків, побудовані за ескізами і проектам Гофмана, були повністю зруйновані.
У Архітектурному музеї Берлінського технічного університету зберігається велика колекція малюнків, ескізних проектів і фотографій робіт Людвіга Гоффманна.

## Архітектура
- 1887-1895: Будівля Верховного суду в Лейпцизі, спільно з Петером Дюбвадом
- 1897-1902: Народні лазні з басейном в берлінському районі Кройцберг
- 1898-1899: Міст Мекернбрюке (нім. Möckernbrücke) в Кройцберзі
- 1899-1902: Народні лазні з басейном в берлінському районі Шенеберг.  Знищені під час війни.
- 1899-1902: Народні лазні з басейном в берлінському районі Пренцлауер-Берґ
- 1899-1906: Клініка ім. Рудольфа Вірхова в окрузі Мітте
- 1900-1907: Лікарняні будівлі в районі Бух
- 1900-1911: Стара ратуша берлінському районі Мітте
- 1901-1907: Бранденбурзький музей в окрузі Мітте
- 1902: Фонтан пожежників в Кройцберзі
- 1903: Фонтан Геркулеса в районі Тіргартен, спільно зі скульптором Отто Лессингом (нім. Otto Lessing)
- 1907-1909: Адміністративна будівля газових підприємств в окрузі Мітте
- 1907-1913: Фонтан казок в народному парку Фрідріхсхайн
- 1910-1930: Створення Пергамського музею у співавторстві з Альфредом Месселем
- 1912-1913: Міст Інзельбрюці (нім. Inselbrücke) в окрузі Мітте
- 1913-1914: Початкова школа під Фрідріхсхайні на Целлештрассе 12 (нім. Zellestraße)
- 1919-1920: Надгробний пам'ятник родини Панофські (нім. Panofsky) на єврейському кладовищі в Вайсензее
- 1925: Під Фрідріхсхайні реорганізація кладовища полеглих на барикадах в дні Березневій революції (1848-1849)